# Rainer Schlittgen
Rainer Schlittgen (* 4. August 1946 in Leipzig) ist ein deutscher Mathematiker und emeritierter Professor für Statistik am Fachbereich Betriebswirtschaftslehre (BWL) der Universität Hamburg.

## Leben
Rainer Schlittgen studierte Mathematik an der Freien Universität Berlin und erlangte dort 1971 den Abschluss Diplom-Mathematiker mit der Note sehr gut.
Von 1971 bis 1975 war er Assistent am Institut für Statistik am Fachbereich Kybernetik der Technischen Universität Berlin. 1974 promovierte Schlittgen in Mathematik mit summa cum laude. Das Thema seiner Dissertation lautete Suffizienz für Subparameter.
Von 1975 bis 1980 war er Assistenzprofessor am Fachbereich Wirtschaftswissenschaften der Freien Universität Berlin. 1978 gelang ihm dort seine Habilitation in Statistik.
Von 1980 bis 1983 war Schlittgen als Mitarbeiter mit dem Arbeitsschwerpunkt angewandte Statistik in verschiedenen Firmen tätig.
Von 1983 bis 1990 hatte er eine Anstellung als Professor für Statistik an der Universität Essen.
Ab 1990 fungierte Rainer Schlittgen als Professor für Statistik an der Universität Hamburg.
Bei der Global Marketing Conference in Tokio 2010 erhielt Rainer Schlittgen als Co-Autor den Best Paper Award im Track Advancing Research Methods in Marketing für den Artikel Using Genetic Algorithm Segmentation in PLS Path Modeling. Addressing Homogeneity Assumptions.

## Forschungsschwerpunkte
Seine Arbeitsschwerpunkte waren Zeitreihenanalyse, Multivariate Statistik und Stichproben.
1978 und 1986 führten ihn Forschungsaufenthalte als Gastwissenschaftler an die University of Canterbury und die Newcastle University, beide United Kingdom (UK). 1997 war Schlittgen Gastwissenschaftler an der University of California, San Diego in den Vereinigten Staaten von Amerika (USA).

## Schriften (Auswahl)
- Rainer Schlittgen / Bernd H. J. Streitberg: Zeitreihenanalyse, Oldenbourg Verlag, 9. Auflage, München / Wien 2001, ISBN 3-486-25725-0
- Das Statistiklabor. R leicht gemacht, Springer Verlag, 2. Auflage, Berlin / Heidelberg 2009, ISBN 978-3-642-01838-1
- Einführung in die Statistik – Analyse und Modellierung von Daten. 12., korrigierte  Auflage. Oldenbourg Verlag, München 2012, ISBN 978-3-486-71524-8, doi:10.1524/9783486715910.
- Angewandte Zeitreihenanalyse mit R, Oldenbourg Verlag, 3. Auflage, München 2015, ISBN 978-3-11-041399-1